# Анатомія Ґрея
Henry Gray's Anatomy of the Human Body, відомий як Gray's Anatomy — популярний англомовний підручник анатомії людини авторства хірурга Генрі Ґрея, визнаний класичним.

Уперше підручник був виданий у Великій Британії під назвою «Анатомія Ґрея: описова і хірургічна теорія» в 1858 році, через рік — у США. Досліджуючи анатомічні зміни при інфекційних захворюваннях, Ґрей заразився натуральною віспою від племінника і помер у віці 34 років, незабаром після другого видання підручника (1860). Робота над підручником була продовжена іншими фахівцями, книга витримала велику кількість перевидань. 26 вересня 2008 відбувся ювілейний, 40-й, британський випуск під редакцією професора Сьюзен Стандрінг. У 2016 році вийшло 41 видання книги.